# Рошлово
Рошлово (грч. Γερακαριό, Геракарио) је насељено место у општини Кукуш у периферији Средишња Македонија, Грчка. Према попису из 2021. године било је 116 становника.
Према бугарском географу и историчару, Василу Канчову, у Рошлову је 1900. године живело 270 Словена хришћана и 85 Турака. Током Другог балканског рата грчка војска је запалила село а становништво је протерано. Највећи део словенских избеглица се настанио у Струмици, и 19 породица у селу Секирник. На њихово место су насељене грчке избеглице из Турске. На попису из 1928. године Рпшлово је имало 372 становника.